# دزفول (صاروخ)

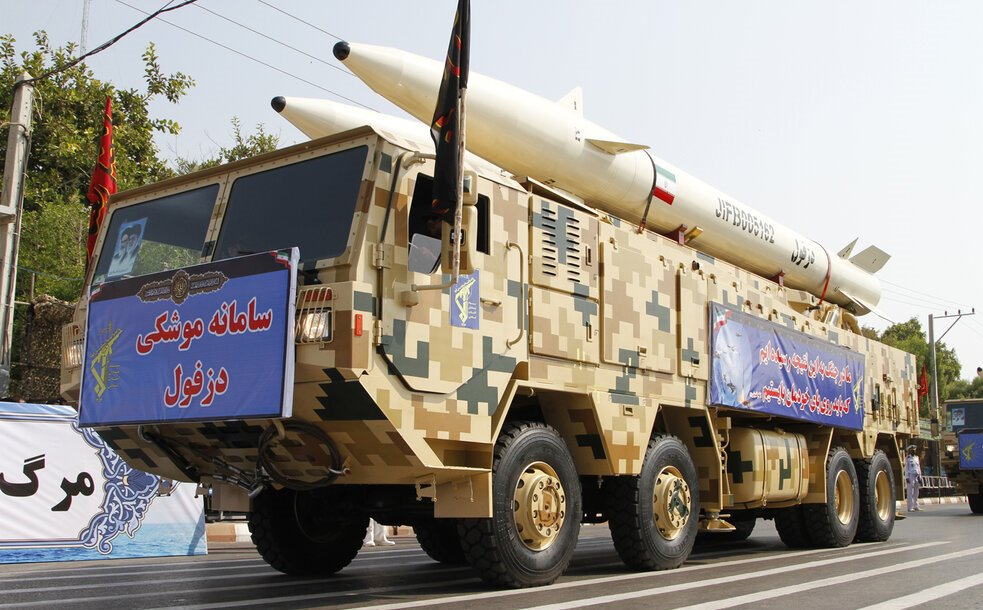
صواريخ دزفول على شاحنة، 2019

دزفول (الفارسية: دزفول) هو صاروخ باليستي متوسط المدى طورته إيران وكُشف عنه في فبراير 2019 في مصنع صواريخ تحت الأرض. وقالت القوات المسلحة الإيرانية إن مدى الصاروخ يزيد عن 1000 كيلومتر (620 ميلاً). ويحمل رأسًا حربيًا يزن 600 أو 700 كجم ويبلغ خطأ الاحتمال الدائري (CEP) 5 أمتار. يمكن للصاروخ أن يصل إلى سرعة 7 ماخ (8643 كم/ساعة). وقال العميد أمير علي حاجي زاده إن هذا يعد تطويرًا لنموذج ذو الفقار الأقدم، الذي يبلغ مداه 700 كيلومتر.